# Calicosama lilina
Calicosama lilina is een vlindersoort uit de familie van de prachtvlinders (Riodinidae), onderfamilie Riodininae.
Calicosama lilina werd in 1870 beschreven door Butler.